# Peter Higgs
Peter Ware Higgs, CH (29. května 1929 Newcastle upon Tyne, Spojené království – 8. dubna 2024 Edinburgh, Spojené království) byl britský teoretický fyzik, který v roce 1964 předpověděl existenci částice nazvané později Higgsův boson, za což mu byla udělena Nobelova cena za rok 2013. Existence této částice by měla vysvětlit původ hmotnosti ostatních elementárních částic. Existence Higgsova bosonu byla potvrzena experimenty CMS a ATLAS na urychlovači LHC v CERNu v Ženevě 4. července 2012.